# Alapus angulatus
Alapus angulatus är en insektsart som beskrevs av Beamer och Leonard D. Tuthill 1935. Alapus angulatus ingår i släktet Alapus och familjen dvärgstritar. Inga underarter finns listade i Catalogue of Life.